# Molenstraatkerk

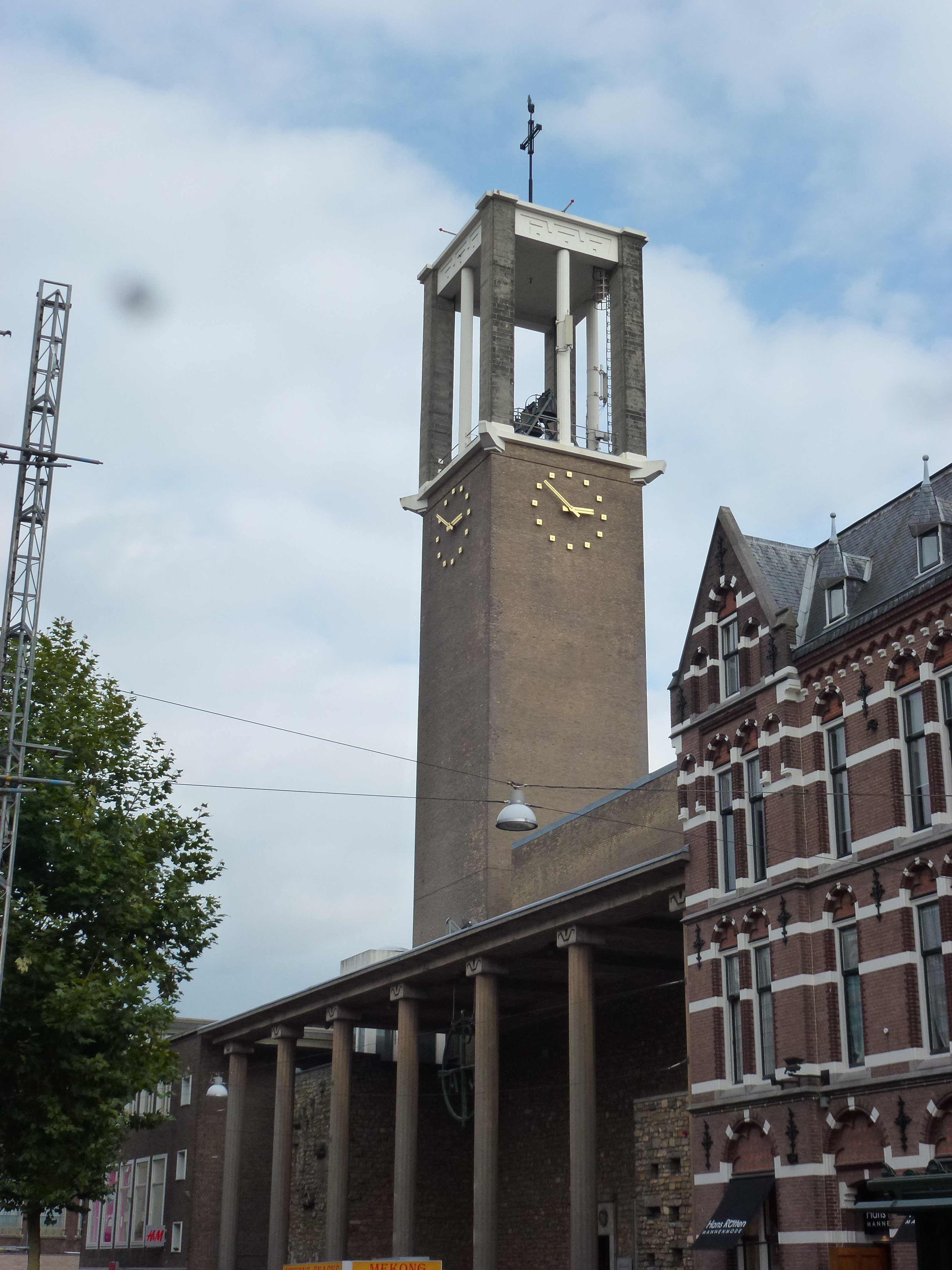
De huidige Molenstraatfaçade en kerktoren, 2013

De Molenstraatkerk of Petrus Canisiuskerk is het kerkgebouw van de rooms-katholieke Petrus Canisiusparochie aan de Molenstraat in het centrum van Nijmegen.

## Geschiedenis
Op de plek van de kerk was eeuwenlang een regulierenklooster gevestigd. Vanaf de Tachtigjarige Oorlog had dit gebouw te maken met verwoestingen en leegstand. Het klooster diende als kerk van de Waalse en lutherse gemeenschappen. 
Het gebouw werd in 1818 door de katholieken weer in gebruik genomen als kerk; het werd nu toegewezen aan de jezuïeten. Men bezigde van 1821 tot 1925 voor deze kerk en de rechtstreekse opvolger ervan de naam Ignatiuskerk, naar de stichter van deze orde. Omdat het gebouw te klein werd en in slechte staat verkeerde, werd het vervangen door een groot neogotisch gebouw (1894-1896) met een pastorie van de hand van architect Nicolaas Molenaar sr.. Dit nieuwe gebouw werd in 1898 geconsacreerd. De kerk kreeg haar huidige naam in 1925, het jaar waarin de Nijmegenaar Petrus Canisius heilig werd verklaard.
In de Tweede Wereldoorlog werd een groot deel van het neogotische kerkgebouw verwoest, tijdens het bombardement dat op 22 februari 1944 de Nijmeegse binnenstad trof. Alleen van het priesterkoor en het transept bleef nog een gedeelte overeind, doordat het gebouw zich precies aan een rand van de gebombeerde zone bevond. In de kerk kwamen vermoedelijk zeker zeven vrouwen om het leven; vanwege het carnaval was het veertigurengebed er aan de gang.
Het meer zuidelijke deel van de Molenstraat bleef tijdens dit bombardement grotendeels gespaard.
Tussen 1958 en 1960 werd een nieuw kerkgebouw van de hand van de architecten J. Coumans, W. van Dael en A. Siebers uit Breda gebouwd. Dit werd verbonden met het oude transept en koor.

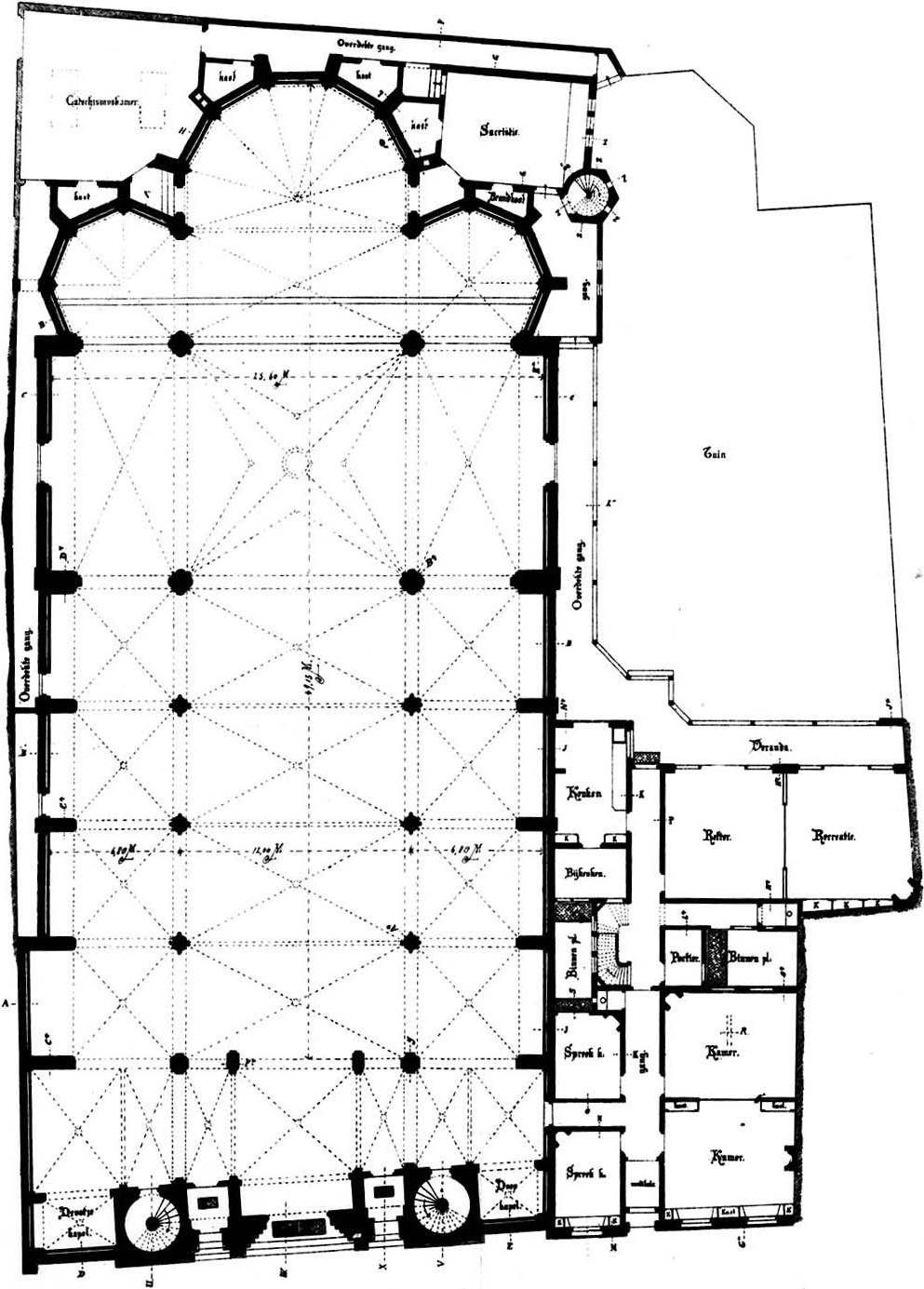
Plattegrond, 1896
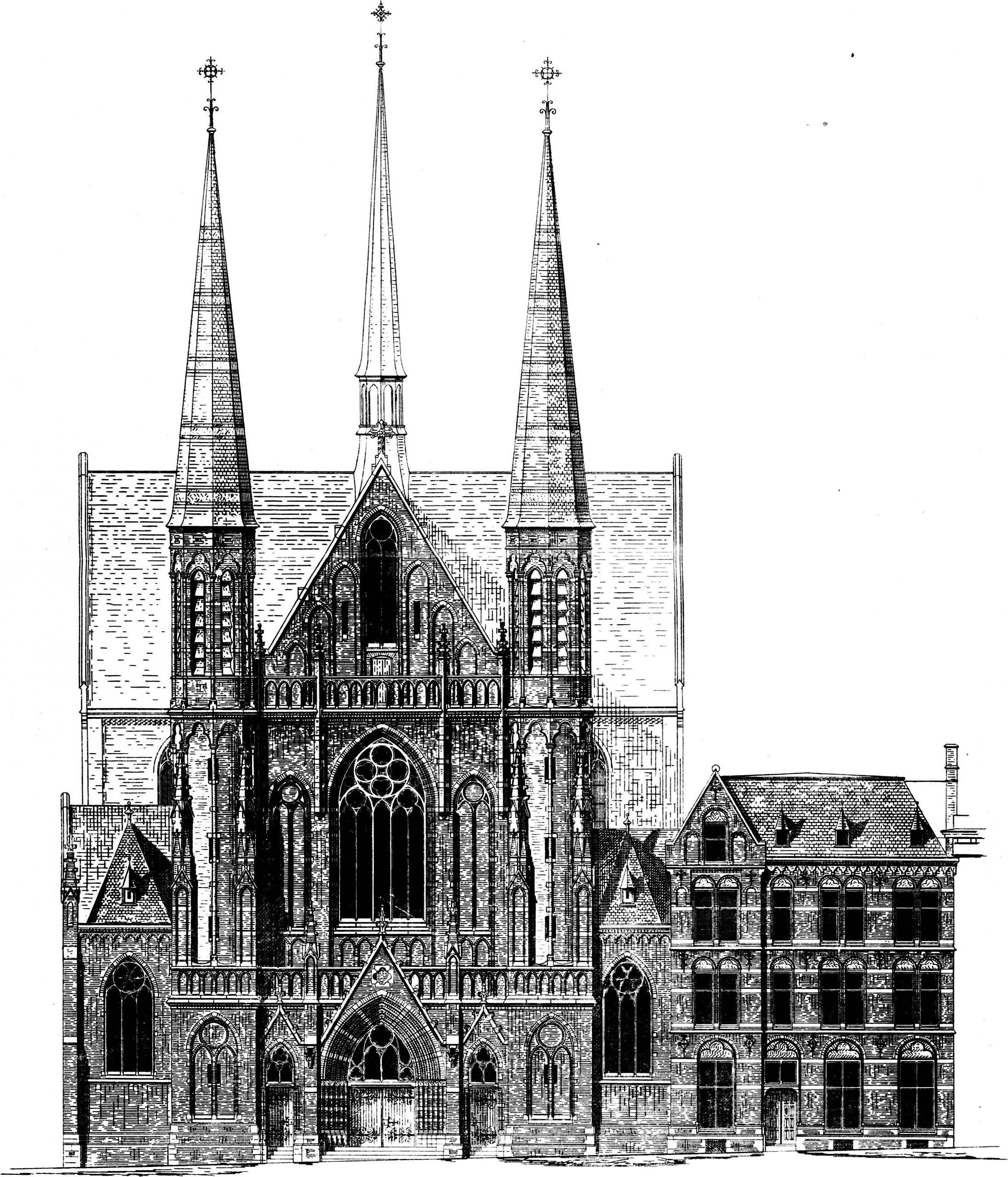
Voorgevel, 1896
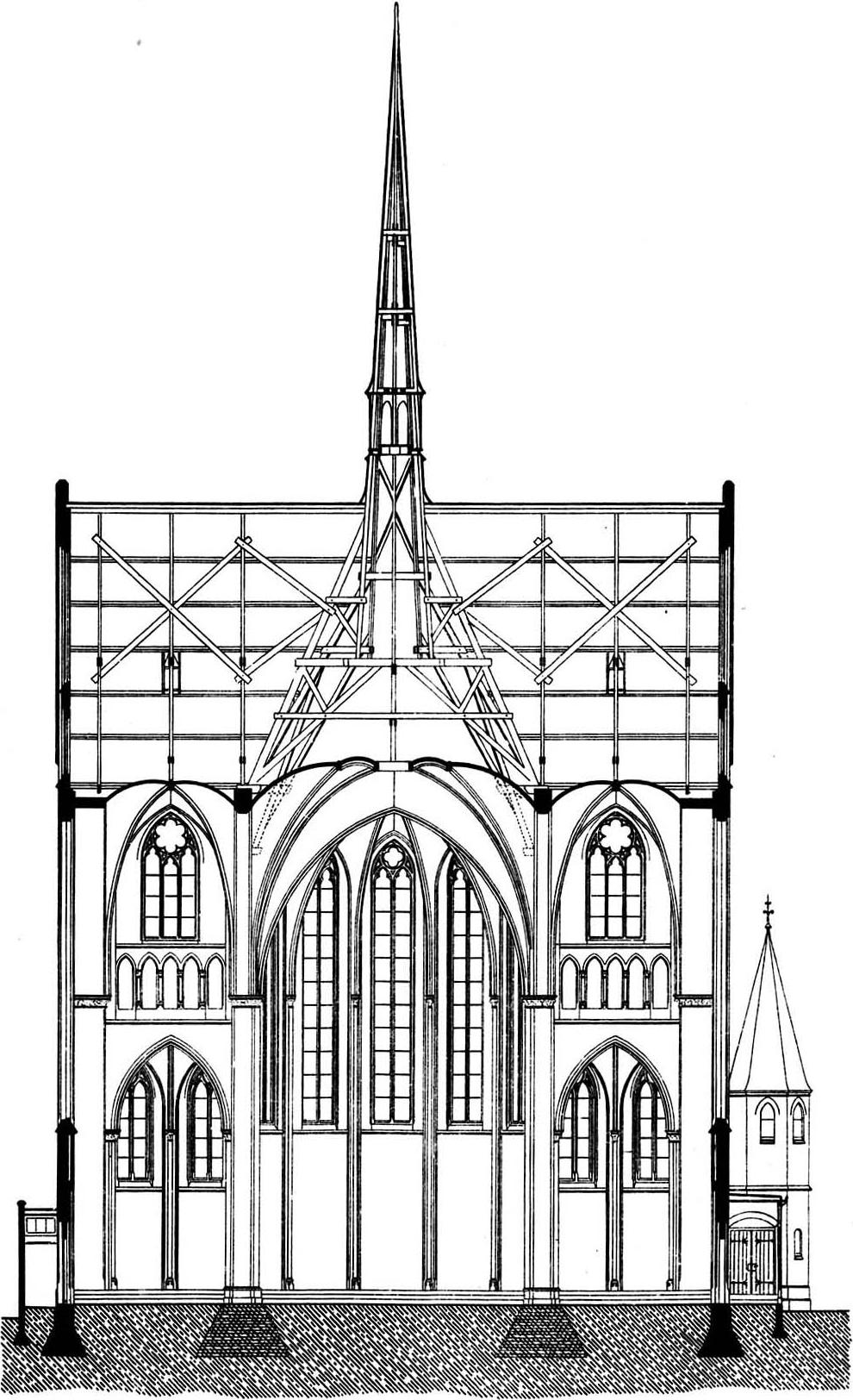
Dwarsdoorsnede, 1896
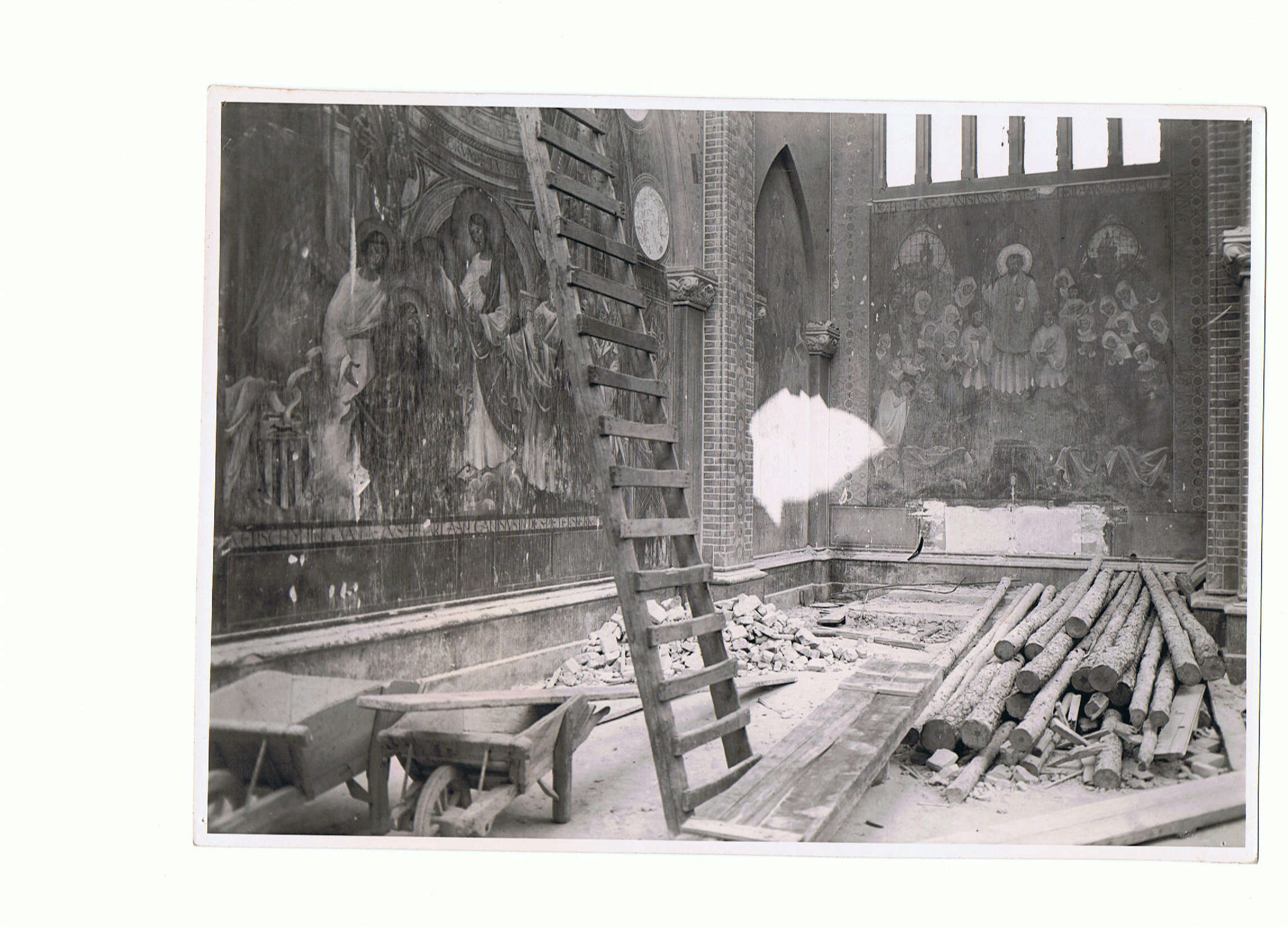
Interieur in 1944 na het bombardement
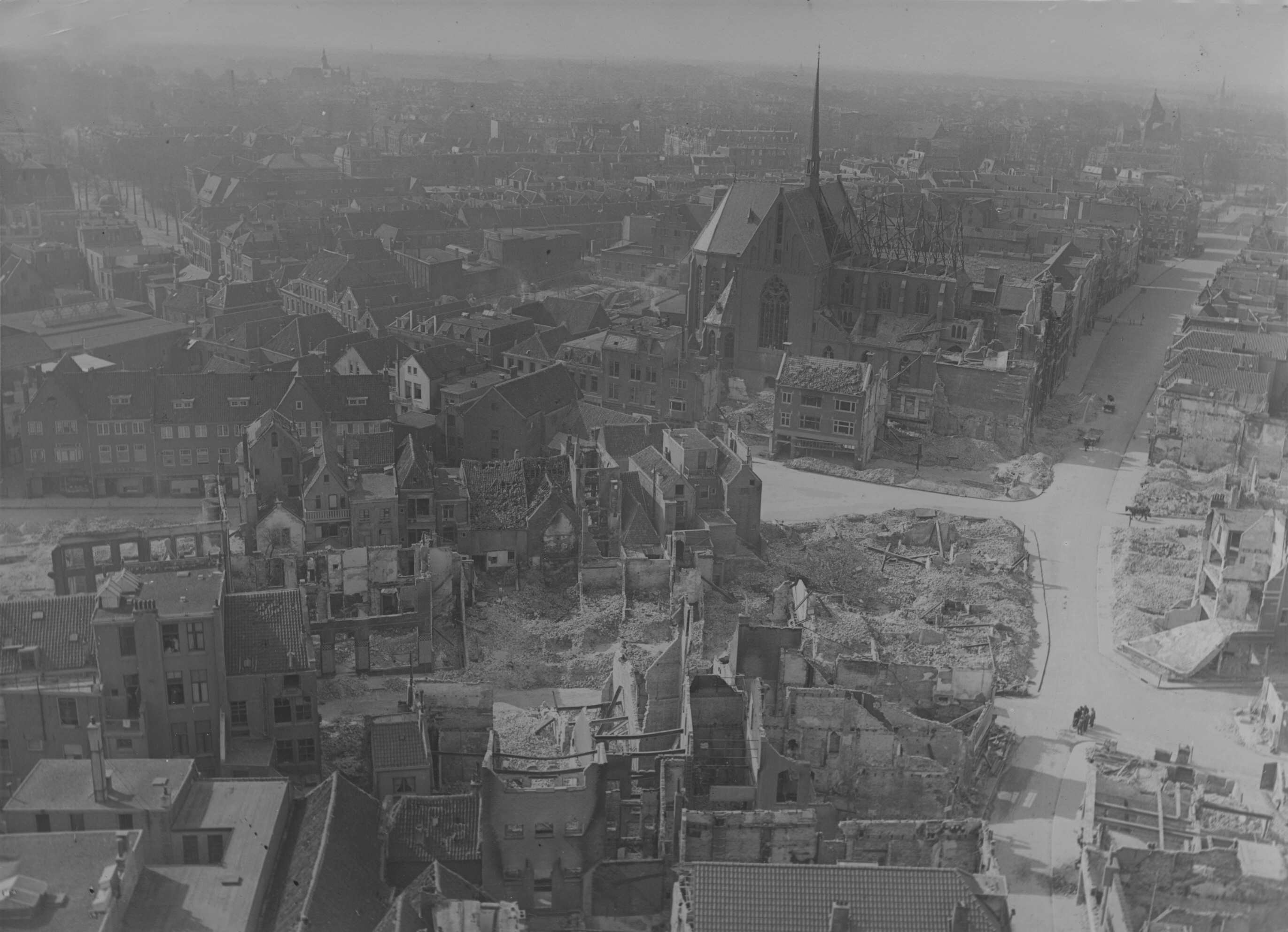
Zicht (vanaf de oude Dominicuskerk) op de grotendeels verwoeste Molenstraatkerk na het bombardement; rechts vooraan de eveneens zwaar getroffen Broerstraat

## Architectuur

### Exterieur
De Molenstraatkerk bestaat uit de neogotische oudbouw (koor en transept) verbonden met een naoorlogse traditionalistische nieuwbouw in de vorm van een zaalkerk. Het dak van het schip wordt gedragen door een betonconstructie in de vorm van een kopbalkgebint met overstek. De kerk heeft aan de voorzijde, aan de Molenstraat, een modernistische zuilengalerij, die enkele meters voor de gevel geplaatst is. Tussen de zuilen hangt een bronzen Christusmonogram van Jan Vaes met een doorsnede van 2,5 meter.

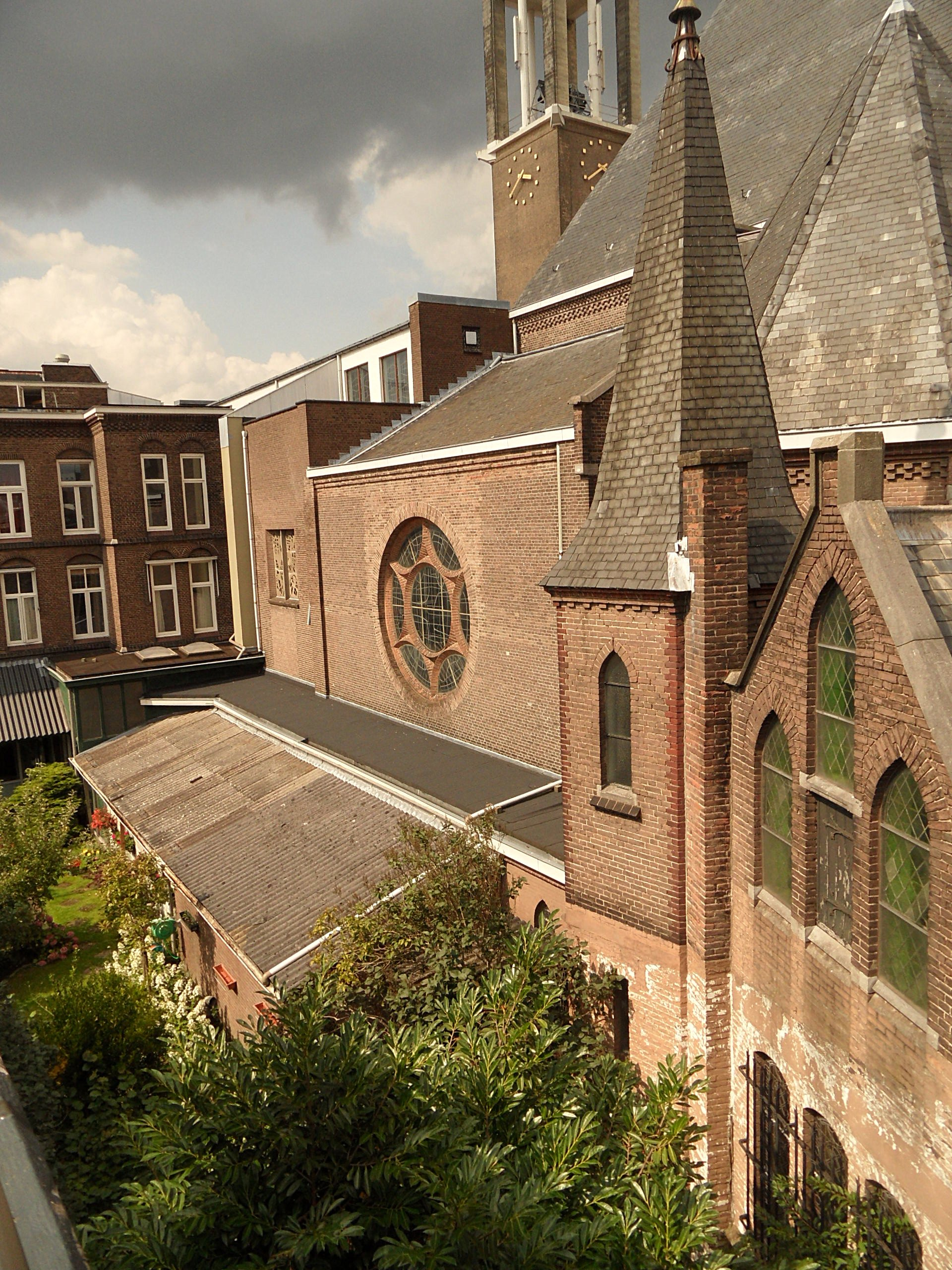
Neogotische zuidwestzijde
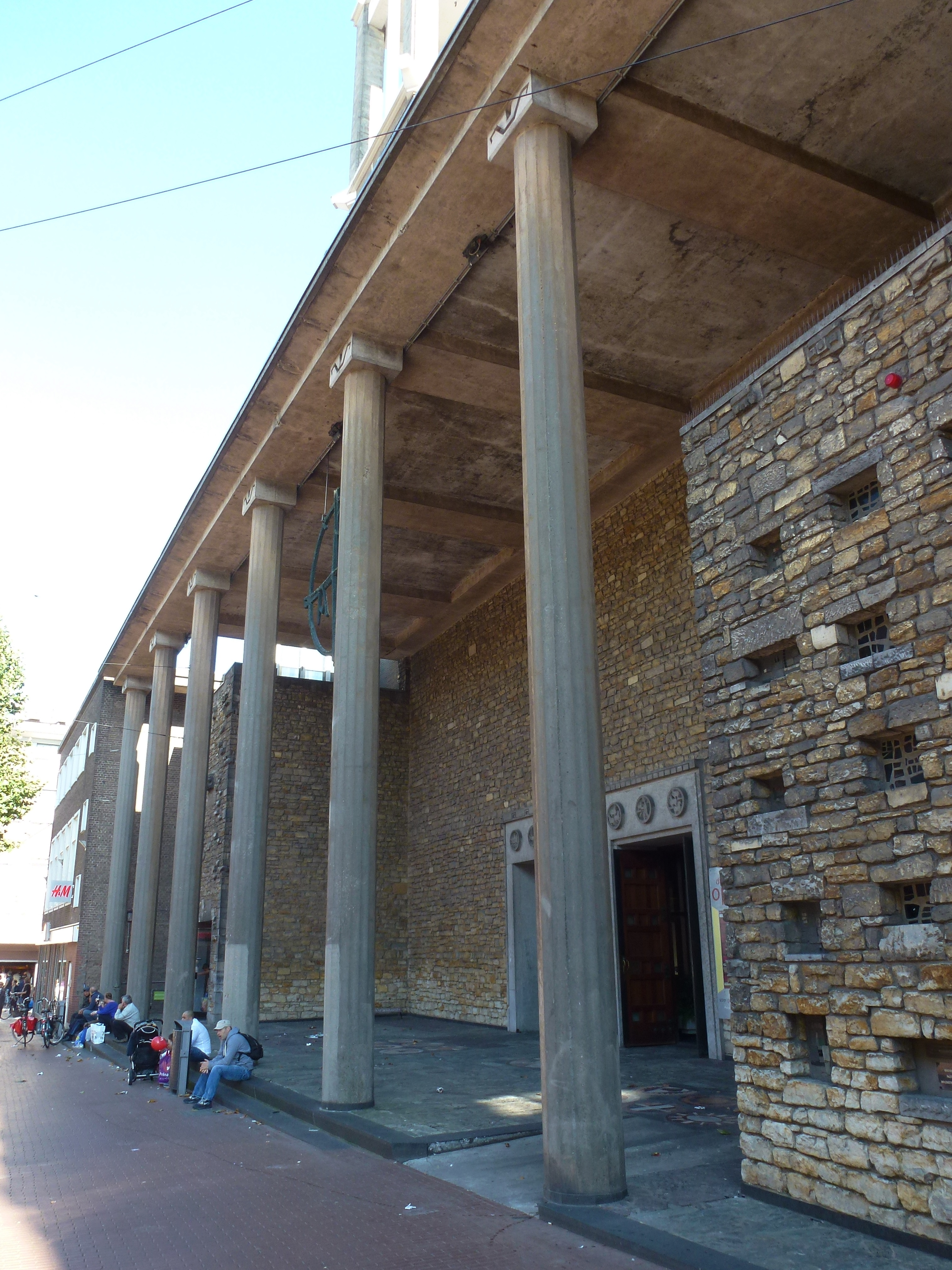
Modern portiek
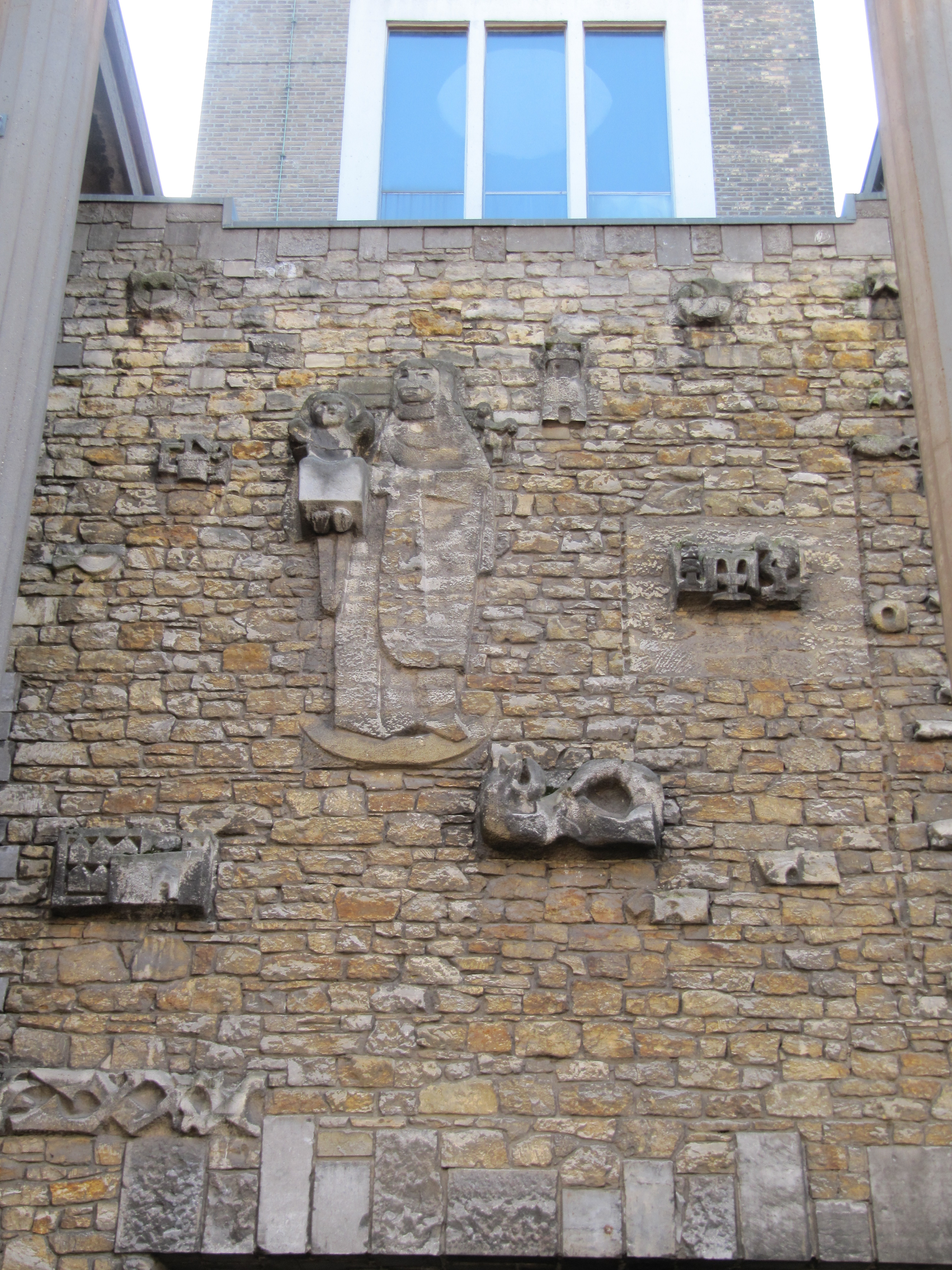
Reliëfs van Jan Vaes
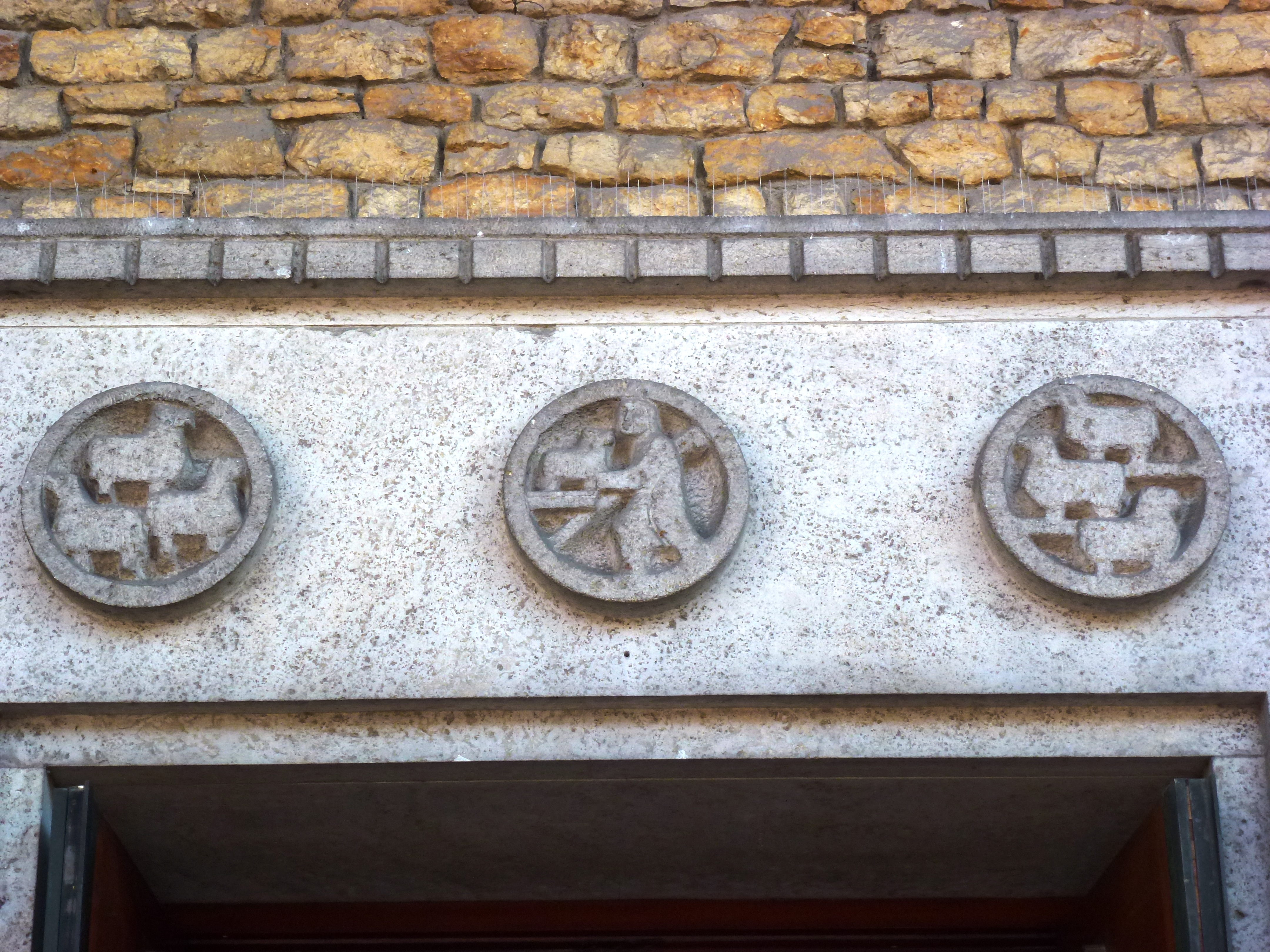
Idem

### Interieur
De kerk bestaat uit een transept en koor in neogotische stijl, en een ruim schip in Bossche Schoolstijl, door slechts twee pilaren opgedeeld in een middenschip en zijschepen. Boven de ingang bevindt zich een betonnen oksaal waarin ontvangst, kantoor en winkelruimte zijn ondergebracht.
In de voet van de hoge klokkentoren, die bij de naoorlogse restauratie werd gebouwd, aan de linkerzijde van de hoofdingang, bevindt zich een kapel, waar het beeldje van Onze Lieve Vrouw van Nijmegen wordt vereerd. Dit kleine zwarte Mariabeeldje werd in 1836 aan de Ignatiuskerk geschonken door Antonius van Veersen om het ter verering uit te stallen. Verder bevindt zich in deze kapel een stenen beeld van Petrus Canisius door Gerard Bruning.
In een vitrine onder het volksaltaar bevinden zich relieken van Petrus Canisius, waaronder zijn schoenen.
Het orgel van de kerk is afkomstig uit de gesloopte Verrijzeniskerk in Grootstal. De kruisweg in de Molenstraatkerk is gemaakt door de Nijmeegse kunstenaar Wim van Woerkom; hij ontwierp ook enkele glas-in-betonramen in de kerk. Samen met zijn oudste dochter Jehanne voerde Van Woerkom ook een kerststal met levensgrote, aangeklede beelden uit.
In een gedachteniskapel bevinden zich de geschilderde portretten van de beiden in Dachau omgekomen priesters en hoogleraren Titus Brandsma (1881-1942) en Robert Regout (1896-1942). alsmede een foto van de in Syrië omgekomen pater Frans van der Lugt.
Op 29 januari 2017 werd in het portaal van de kerk een monument Gebrokenheid van glazenier Hans Janssen onthuld ter gedachtenis aan de slachtoffers van seksueel misbruik binnen de Rooms-Katholieke Kerk.

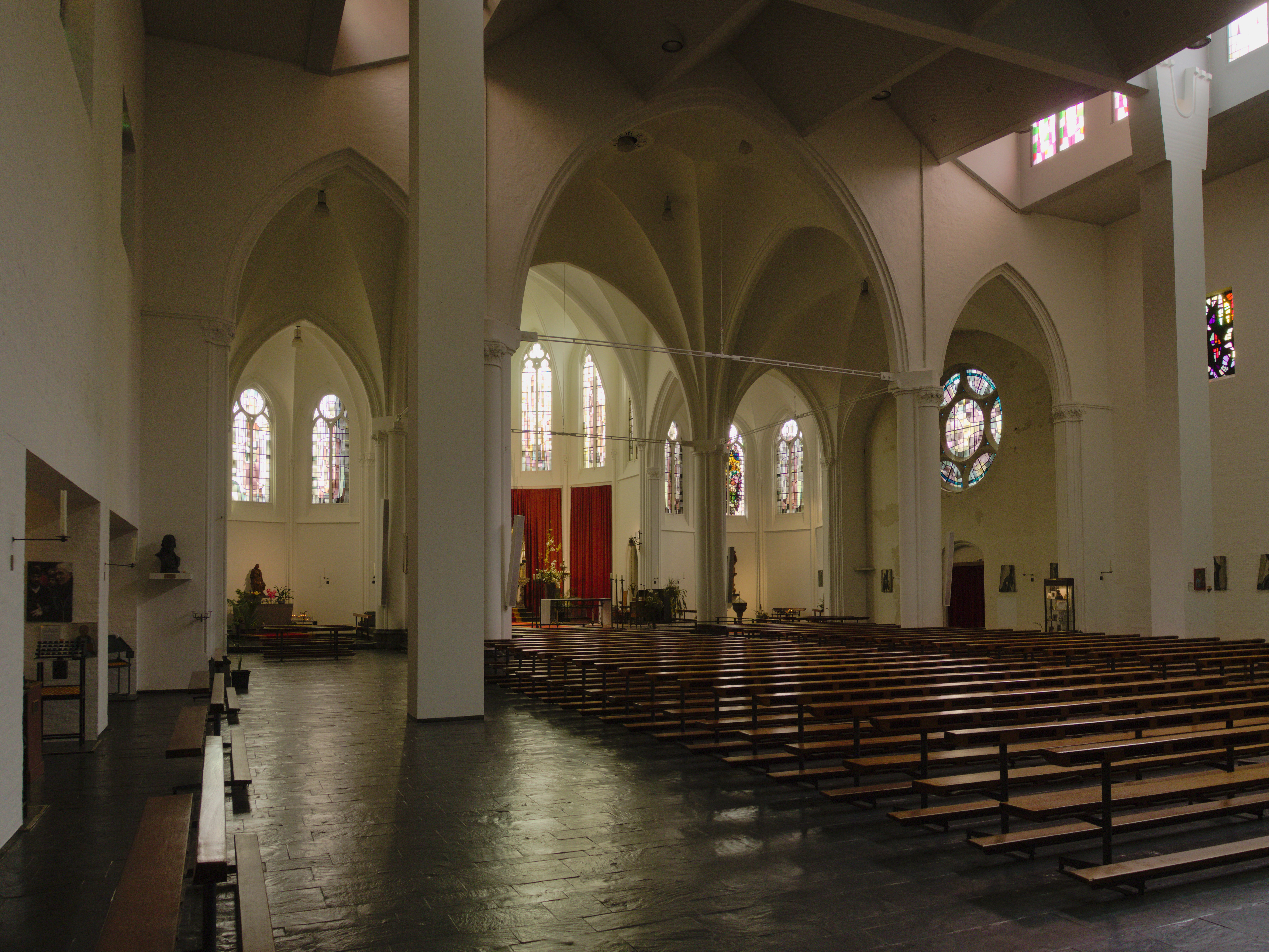
Zicht op het koor
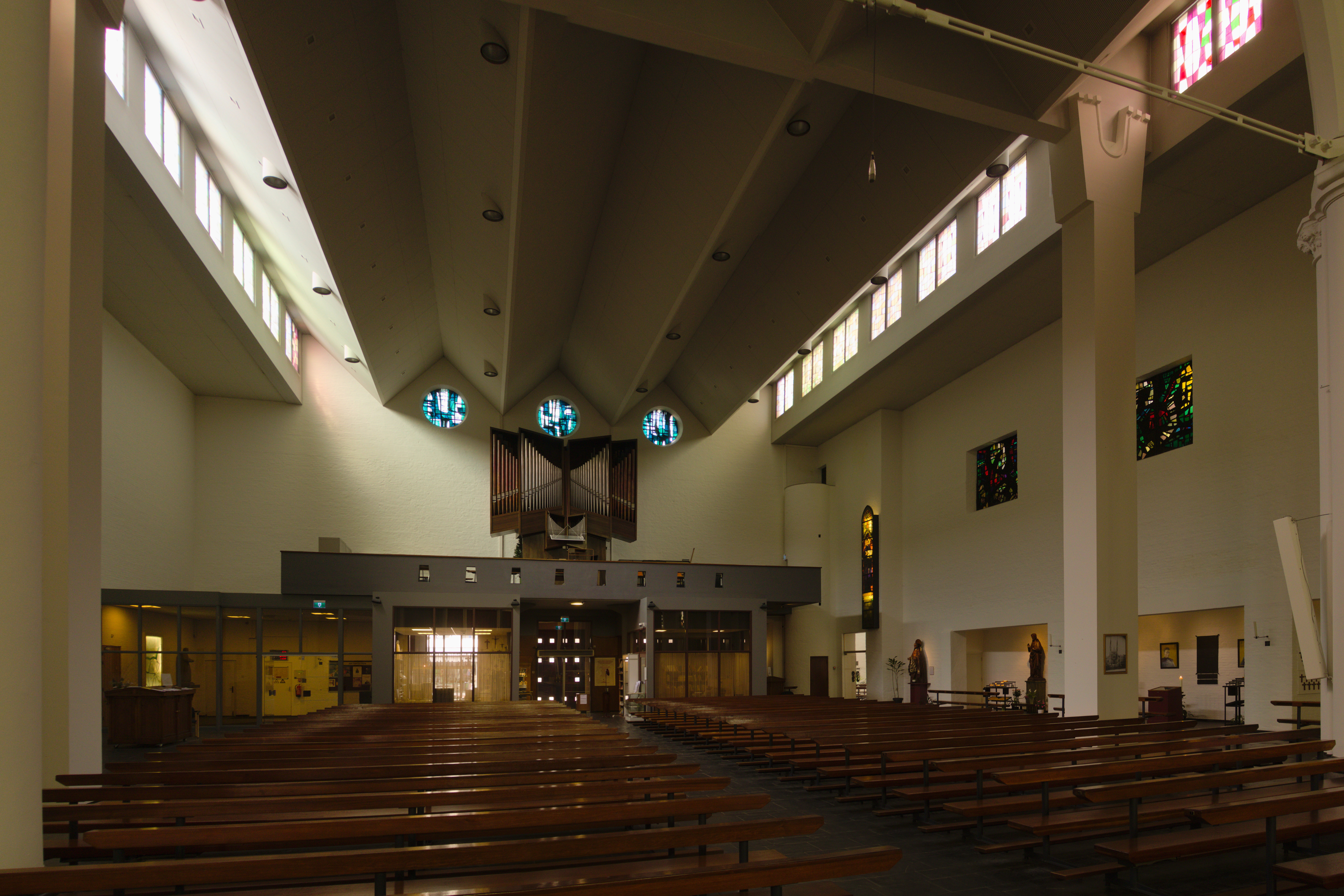
Zicht op het orgel
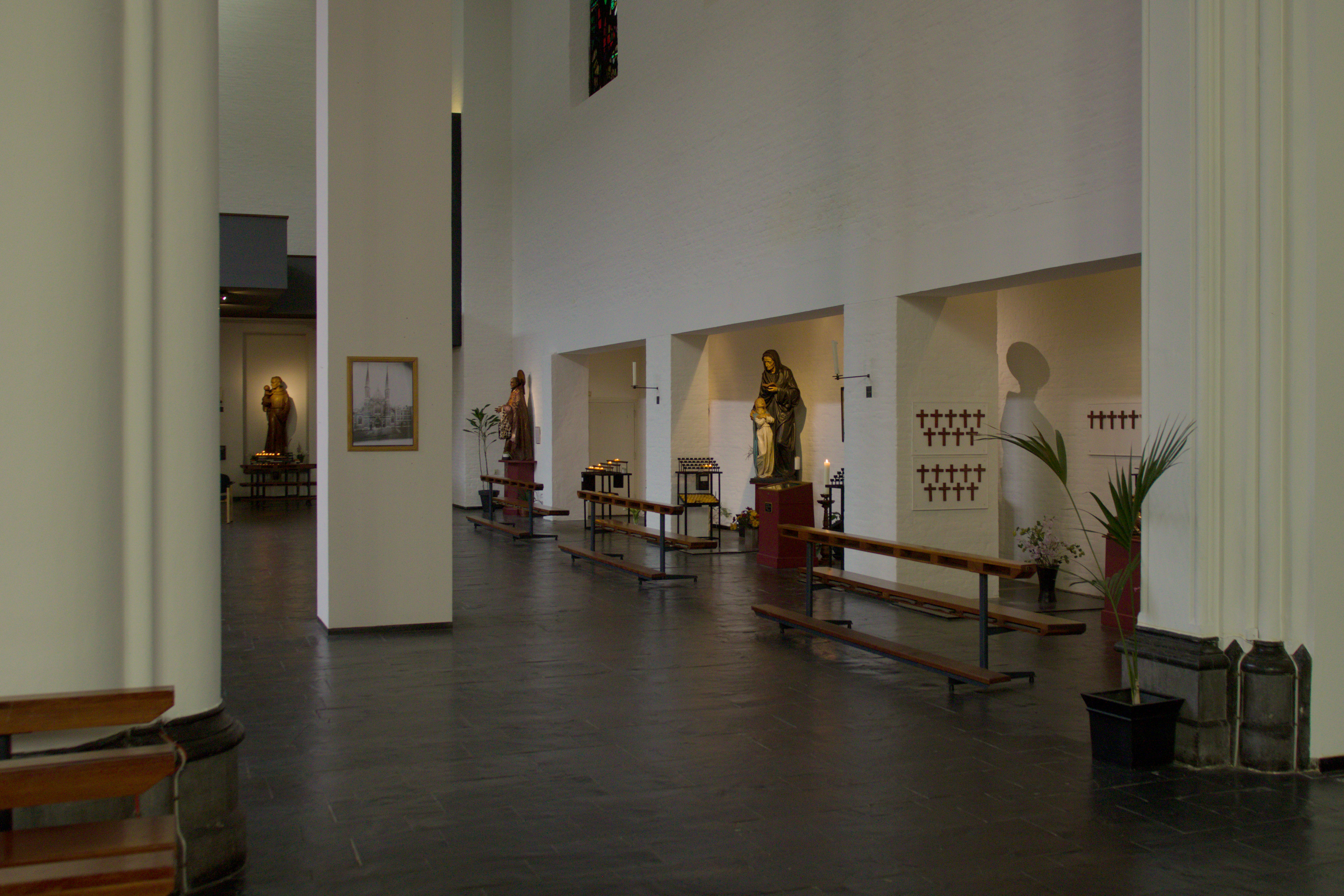
Zicht op de noordelijke zijbeuk
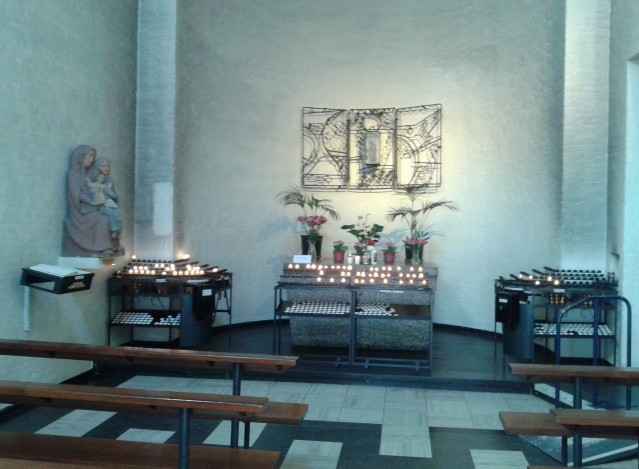
Mariakapel
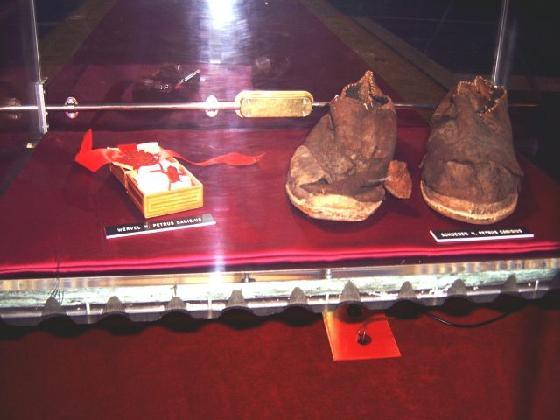
Relieken van Petrus Canisius
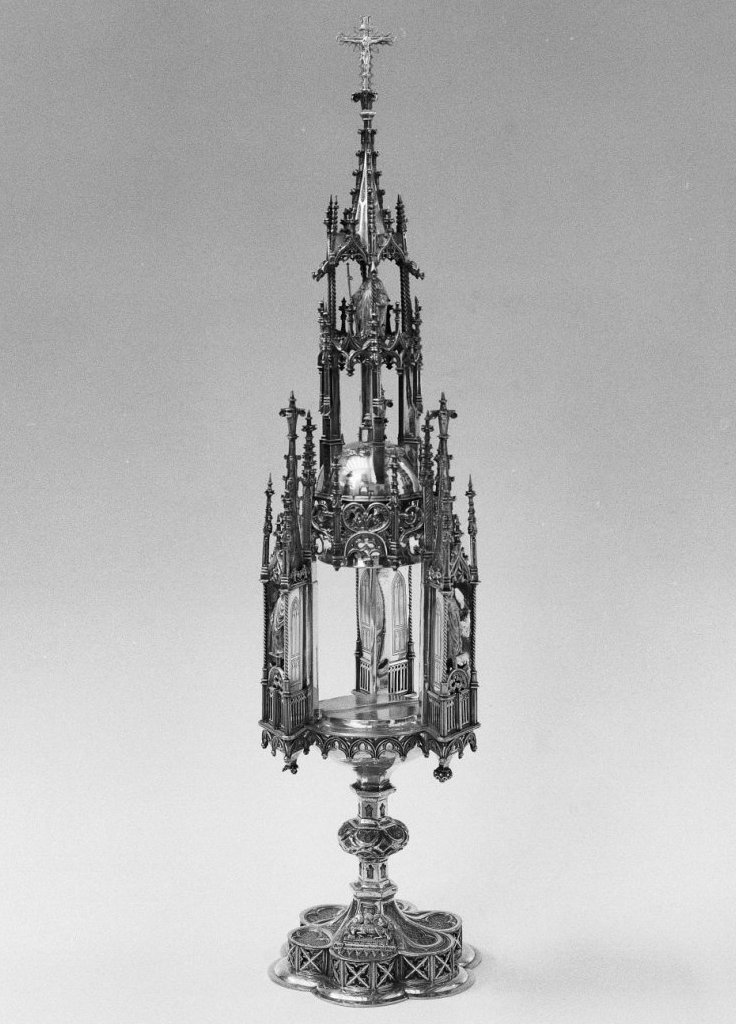
Gotische monstrans
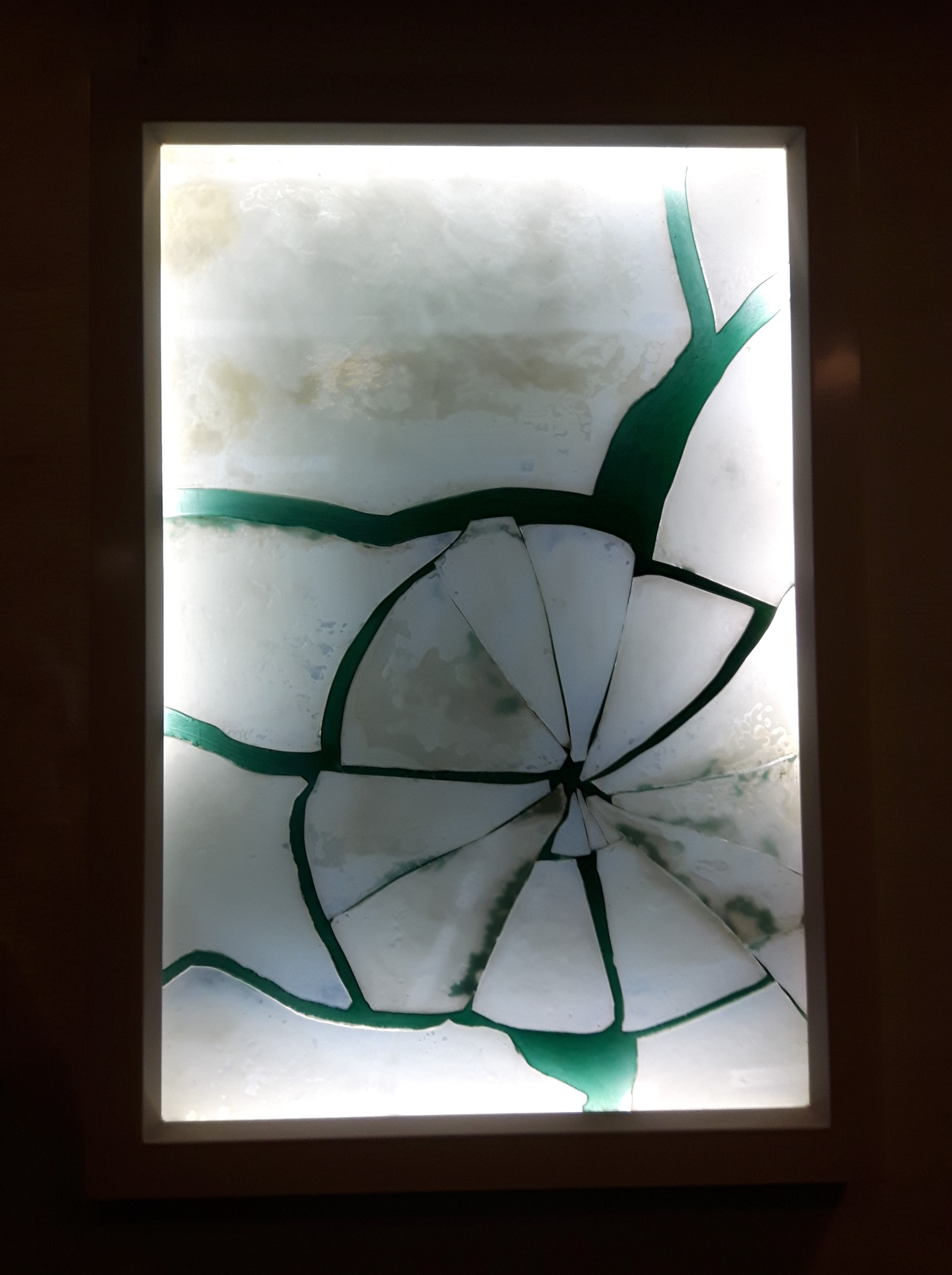
Monument 'Gebrokenheid' van Hans Janssen